# Novi Mihaljevci
Novi Mihaljevci is een plaats in de gemeente Požega in de Kroatische provincie Požega-Slavonië. De plaats telt 331 inwoners (2001).